# Sheezus
Sheezus is het derde studioalbum van de Britse zangeres Lily Allen. Het album werd op 2 mei 2014 uitgebracht en was de eerste release van Allen nadat ze in 2009 haar album It's Not Me, It's You uit had gebracht, waarna ze aangekondigde een pauze te zullen inlassen in haar carrière. 
Sheezus werd goed ontvangen door critici, die het album met name prezen om de songteksten.

## Afspeellijst
| 1.                 | "Sheezus"                             | Lily Allen · Dacoury Natche                   | DJ Dahi      | 3:54 |
| 2.                 | "L8 CMMR"                             | Allen · Greg Kurstin                          | Greg Kurstin | 3:24 |
| 3.                 | "Air Balloon"                         | Allen · Johan Schuster                        | Shellback    | 3:48 |
| 4.                 | "Our Time"                            | Allen · Kurstin                               | Kurstin      | 4:19 |
| 5.                 | "Insincerely Yours"                   | Allen · Kurstin                               | Kurstin      | 3:39 |
| 6.                 | "Take My Place"                       | Allen · Kurstin · Karen Poole                 | Kurstin      | 3:31 |
| 7.                 | "As Long As I Got You"                | Allen · Kurstin · Poole                       | Kurstin      | 3:23 |
| 8.                 | "Close Your Eyes"                     | Allen · Kurstin                               | Kurstin      | 3:36 |
| 9.                 | "URL Badman"                          | Allen · Kurstin                               | Kurstin      | 3:39 |
| 10.                | "Silver Spoon"                        | Allen · Kurstin                               | Kurstin      | 3:37 |
| 11.                | "Life for Me"                         | Allen · Kurstin · Poole                       | Kurstin      | 4:00 |
| 12.                | "Hard Out Here"                       | Allen · Kurstin                               | Kurstin      | 3:31 |
| 13.                | "Interlude"                           |                                               |              | 1:38 |
| 14.                | "Somewhere Only We Know" (bonustrack) | Tim Rice-Oxley · Tom Chaplin · Richard Hughes | Beard        | 3:28 |
| Totale duur: 49:40 |                                       |                                               |              |      |